# Edward D. Swift
Edward Doane Swift (* 24. Dezember 1870 in Marathon (New York); † 25. September 1935 in Buffalo) war ein US-amerikanischer Astronom. Er war der Sohn des Astronomen Lewis A. Swift, der zahlreiche Kometen entdeckte. Edward unterstützte seinen Vater ab seinem 13. Lebensjahr, entdeckte insgesamt 46 neblige Objekte und war 1894 Mitentdecker des Kometen 54P/de Vico-Swift-NEAT.